# Estação Porte des Lilas
Porte des Lilas é uma estação das linhas 3 bis e 11 do Metrô de Paris. Localizada no limite do 19.º e do 20.º arrondissements de Paris, ela serve o bairro da Porte des Lilas.
Ela é a única estação situada em uma das portas de Paris em que o serviço é prestado por duas linhas de metrô distintas.

## História
Em 1921, a linha 3 foi estendida depois de Gambetta. Foi prevista a operação dos serviços conectados entre esta linha e o ramal de Pré-Saint-Gervais da linha 7. Duas estações foram então construídas: uma para o terminal da linha 3, antes de uma volta de terminal; a outro sobre as vias de junção.

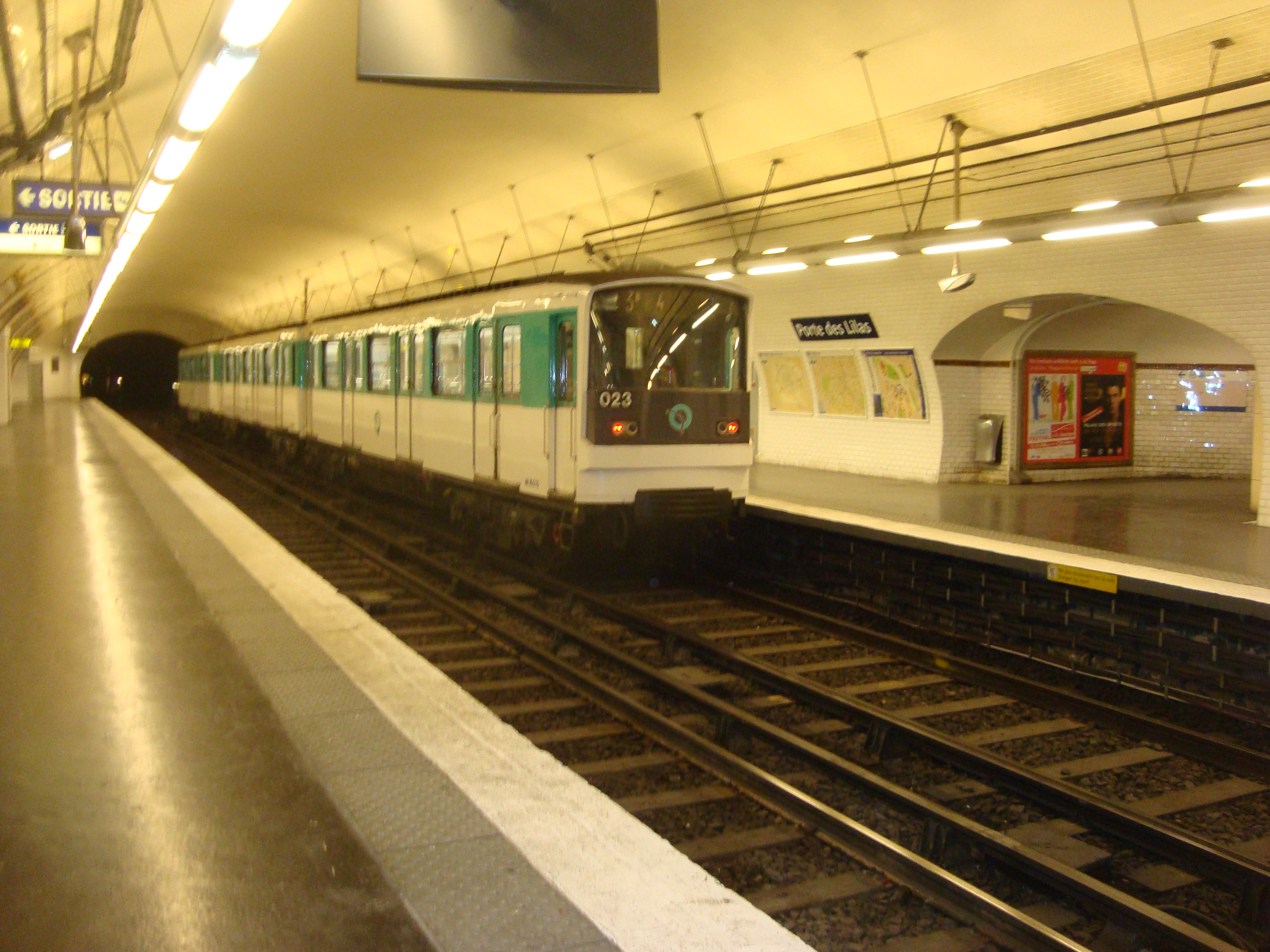
Um trem de partida na linha 3 bis

Finalmente, a junção nunca foi explorada como tal. Só existiu até 1939 uma ligação Pré-Saint-Gervais - Porte des Lilas em uma das duas vias, o outro nunca foi explorada. A ligação permanecerá então por um curto período de glória com os ensaios do metrô sobre pneus e a motriz protótipo MP 51.
A estação correspondente encontrou um novo uso posterior no cinema (ver abaixo).
Em 27 de março de 1971, a seção Porte des Lilas – Gambetta foi separada do resto da linha 3 que acabou de ser prolongada a partir de Gambetta, até Gallieni, via Porte de Bagnolet. A nova seção levou o nome de linha 3 bis. A canção de Serge Gainsbourg, Le Poinçonneur des Lilas, é uma prova que se podia, antes desta dissociação, viajar sem correspondência da Porte des Lilas até Levallois-Perret.
A estação é a única implantada nas portas da capital em que o serviço é prestado por duas linhas de metrô distintas. Em 2019, ela deverá ser acompanhada por Porte de Clichy com a extensão da linha 14 que passará por esta estação já servida pela linha 13.
O número diário de entrada de passageiros atingiu 1 140 000 em 2003. Em 2011, 3 899 020 passageiros entraram nesta estação. Ela viu entrar 3 724 568 passageiros em 2013, o que a coloca na 141a posição das estações de metrô por sua frequência.

## Serviços aos Passageiros

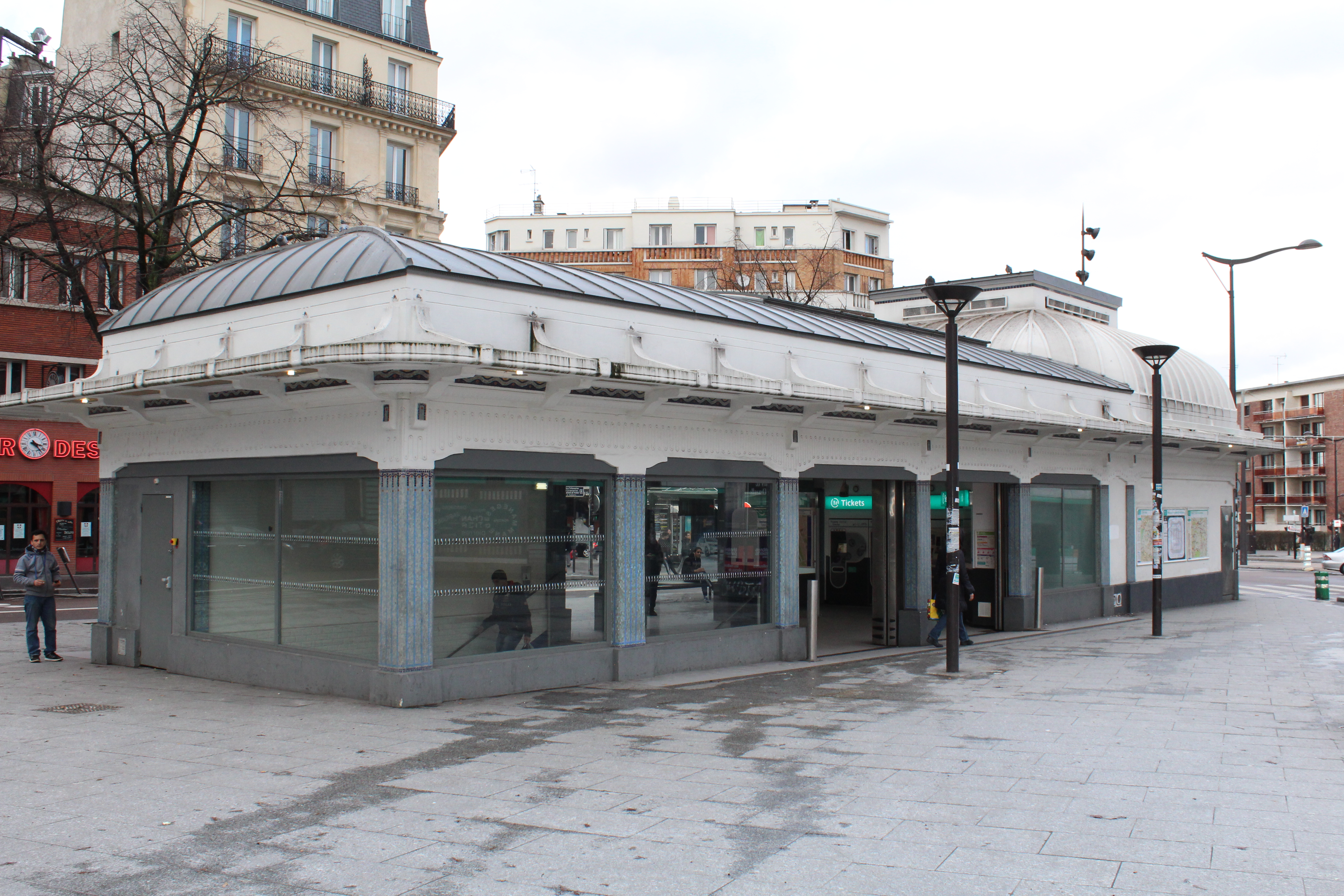
Edícula de acesso para a estação

### Acesso
A estação tem quatro acessos: dois estão à direita da edícula principal construída pelo arquiteto Charles Plumet (integrando a bilheteria), aberto sobre a avenue Gambetta e, desde o final de 2013, no boulevard Mortier ao abrir o seu flanco traseiro; os outros dois, reservados aos passageiros com bilhetes, são respectivamente situadas à direita do n° 261 da avenue Gambetta e no boulevard Sérurier. A estação da linha 3 bis também inclui uma saída no boulevard Mortier atrás da entrada principal, e incluiu no outro na esquina da avenue Gambetta e da rue des Tourelles, em frente a piscine Georges Vallerey antes de reconstrução desta última em 1989.

### Plataformas
As plataformas de linha 3a são de configuração padrão: eles são separadas pelas vias do metrô e a abóbada é elíptica. A decoração é de estilo usada pela maioria das estações de metrô: as telhas de cerâmica brancas biseladas recobrindo os pés-direitos e o tímpano. A abóbada é revestida e pintada em branco. Os quadros publicitários são em faiança da cor de mel no estilo da CMP original. Por outro lado, a faixa de iluminação é uma faixa-de-tubo e o nome da estação é em fonte Parisine em placa esmaltada. Ele é assim parte das três únicas estações a possuir essa faixa com a decoração CMP (em companhia de Porte d'Ivry e Porte de Vanves). Os assentos são de estilo "Motte" de cor azul, e estão presentes apenas nas plataformas em direção de Gambetta.
A estação da linha 11, estabelecida acima da volta terminal da linha 3 bis, é composta de duas meias-estações separadas por um pé-direito e possuindo cada um com uma abóbada elíptica: a em direção de Mairie des Lilas, ao sul, compreende uma via com plataformas laterais, enquanto que na direção de Châtelet, ao norte, inclui uma plataforma em ilha cercada por duas vias onde a mais meridional serve de garagem. Os pés-direitos, ainda em seu estilo original, estão particularmente degradados: muitas peças estão em falta. Pode, no entanto, se admirar a depois da plataforma em direção de Châtelet dois mosaicos de flores de lilás, bem como um retrato, em mosaico também, de Georges Brassens. Como na estação de linha 3 bis, os assentos são de estilo "Motte" de cor azul.

### Intermodalidade
A estação é servida pelas linhas 48, 61, 96, 105, 115, 129, 170 e 249 da rede de ônibus RATP e, à noite, pelas linhas N12 e N23 da rede de ônibus Noctilien. Às proximidades se encontra a estação Porte des Lilas da linha de tramway T3b.

## Estação "Cinéma"

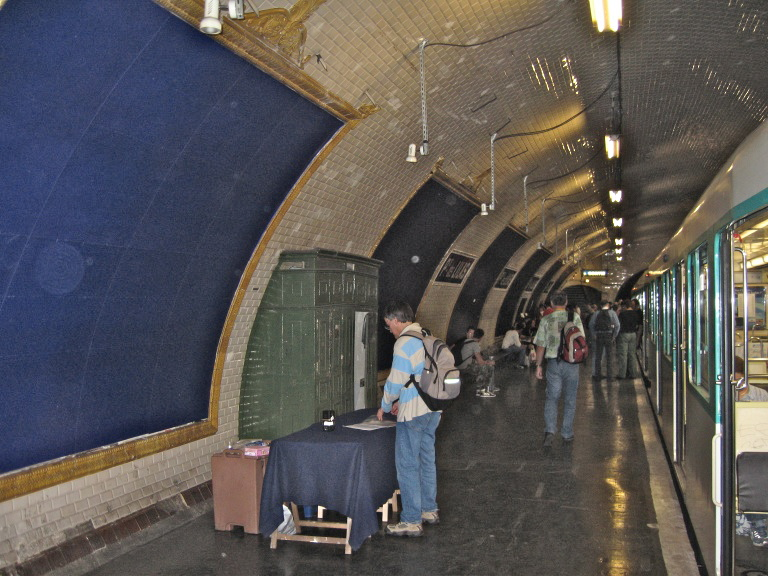
Porte des Lilas - Cinéma

Abandonada desde o fechamento ao público da voie navette, a estação situada na ligação entre a linha 3 bis e a linha 7 bis conhecem agora uma "segunda vida", servindo como cenário para filmagens de publicidades e filmes. Ela é conhecida Porte des Lilas - Cinéma.

### Descritivo
Ela compreende uma estação de decoração comum de telhas brancas, e duas vias: uma sobre pneus (a faixa de transporte) e uma sobre ferro (o caminho das Festividades), a via sobre pneus se encontrando ao lado da estação servindo como terminal da linha 3 bis. As plataformas são acessíveis através das escadas situadas no lado norte (do mesmo lado que as que conduzem à estação da linha 3 bis), escadas onde o acesso é protegido por portas metálicas, normalmente fechadas.
As decorações, e em particular os painéis comportando o nome da estação, são adaptados para o filme em questão.

### Filmagens
O preço de locação da estação para uma filmagem é, em média, entre 15 000 e 18 000 €, mas isso pode variar em função das demandas e do tempo gasto nos subterrâneos. A RATP declara um receita anual de locação da estação de 200 000 €.

#### Filmes filmados nesta estação
- 1979: I Love You, je t'aime (A Little Romance)
- 1984: Pinot simple flic
- 1985: Scout toujours...
- 1991: Une époque formidable... (sob o nome de Gare de l'Est)
- 1998: Ronin
- 2000: Antilles sur Seine (sob o nome Jacques Bonsergent)
- 2001: Le fabuleux destin d'Amélie Poulain (sob o nome de Abbesses)
- 2001: Les Rois mages (sob o nome de Bonne-Nouvelle)
- 2001: Frères d'armes (Band of Brothers)
- 2002: Choses secrètes
- 2006: Paris, je t'aime (sob o nome de Tuileries)
- 2006: David Nolande
- 2007: Le Dernier Gang
- 2007: Le Prix à payer (sob o nome de Kléber)
- 2007: La vie sera belle (telefilme)
- 2008: Les Femmes de l'ombre (sob o nome de Concorde)
- 2008: Secret défense (sob o nome de Montparnasse)
- 2009: Julie & Julia
- 2010: A bout portant (sob o nome de Opéra)
- 2010: Fora da Lei
- 2014: 3 Days to Kill (sob o nome de Ségur)
- 2014: Supercondriaque (sob o nome de Abbesses)
- 2015: Lolo

Galeria de fotografias
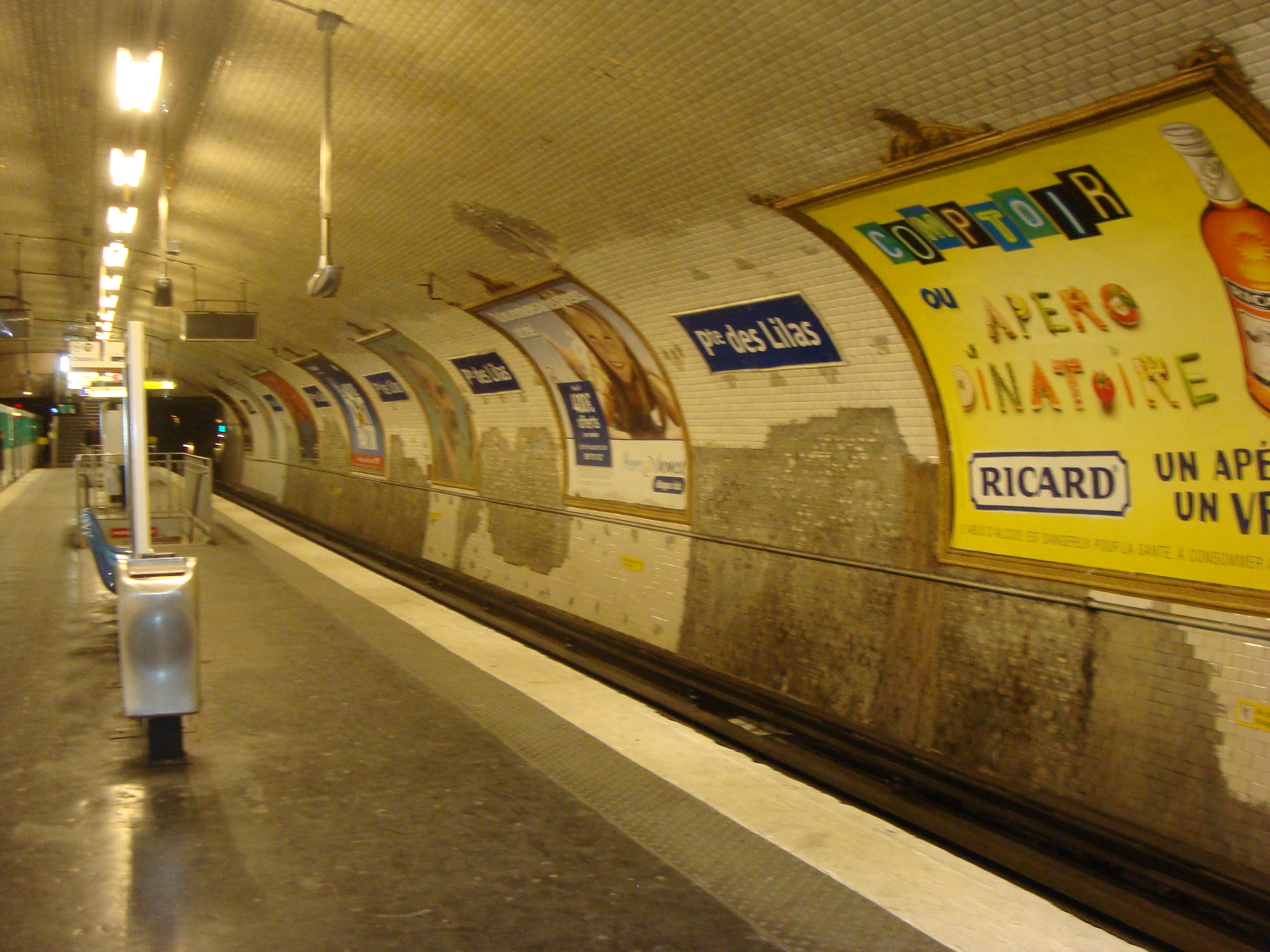
As plataformas desbotadas da linha 11 abrigam no entanto belos mosaicos em homenagem a Georges Brassens...
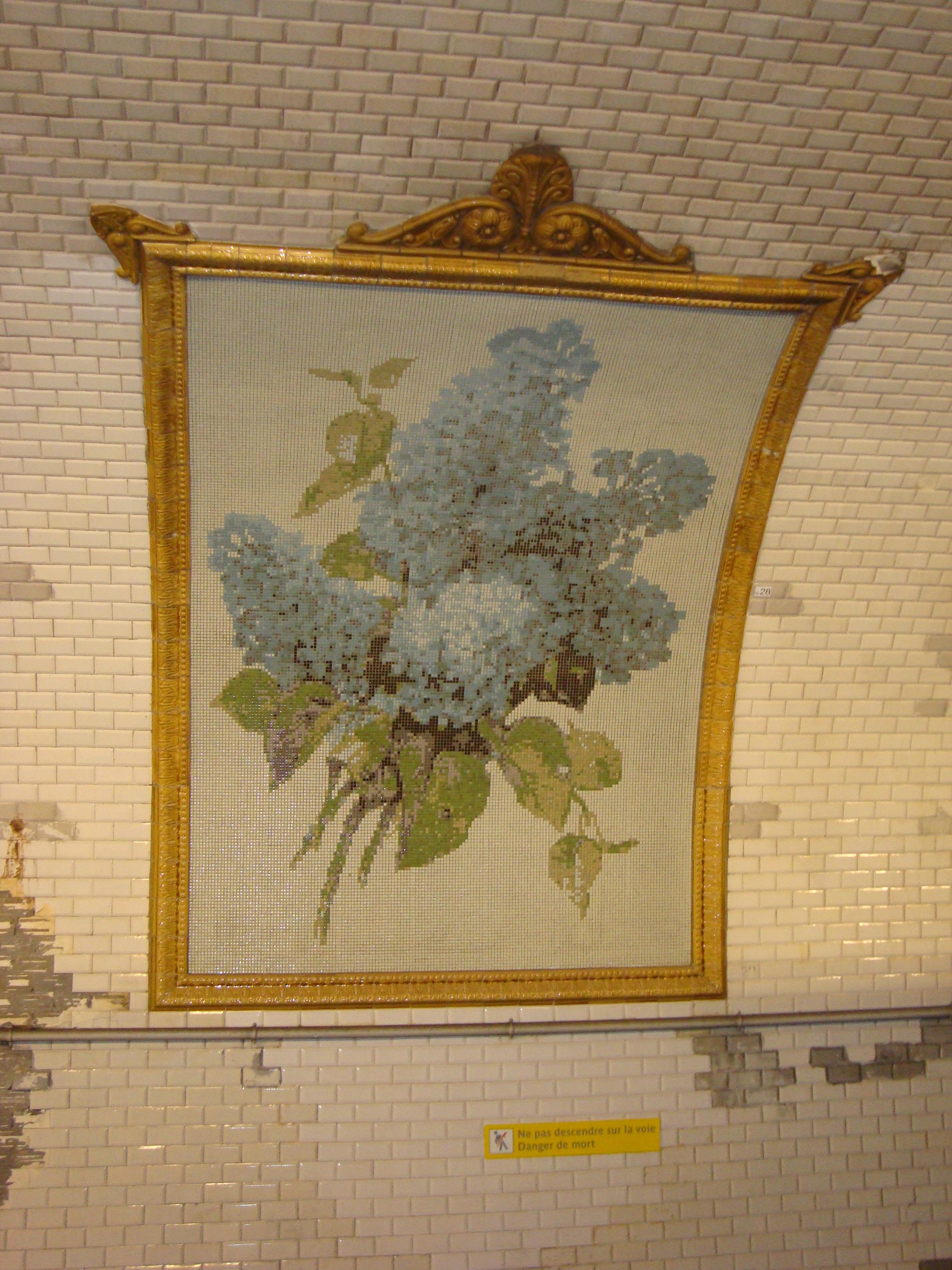
... e a sua canção Les Lilas...
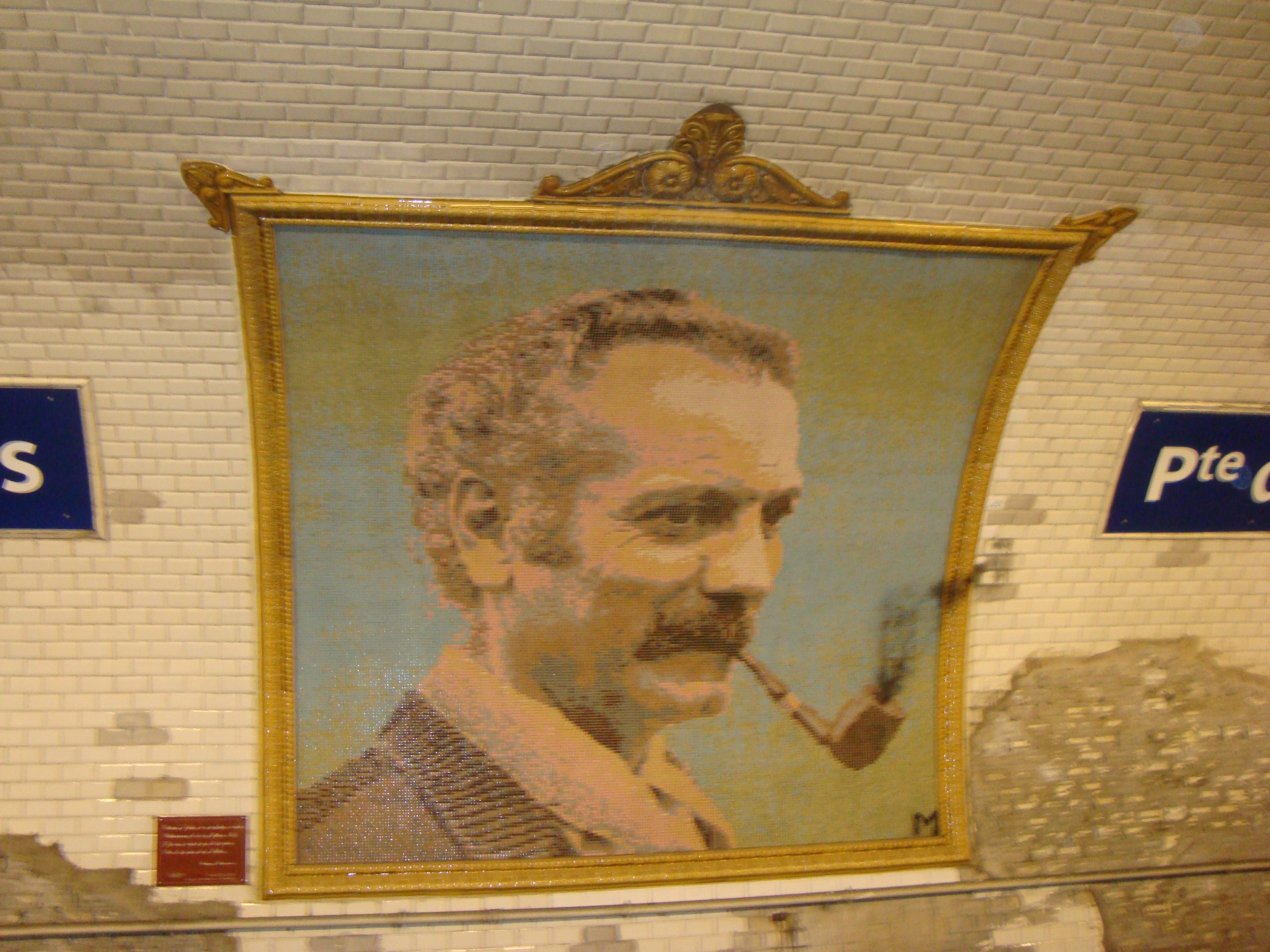
... onde uma placa lembra esses poucos versos: « Comm' j'étais en quelque sorte Amoureux de ces fleurs-là Je suis entré par la porte Par la porte des Lilas »